# Liechtenstein op de Olympische Zomerspelen 1948
Liechtenstein nam deel aan de Olympische Zomerspelen 1948 in Londen, Engeland. Het team bestond uit twee atleten.

## Deelnemers en resultaten
(m) = mannen, (v) = vrouwen 

### Atletiek
| Olympiër       | Discipline   | Resultaat | Prestatie      |
| -------------- | ------------ | --------- | -------------- |
| Gebhard Büchel | tienkamp (m) | DNF       | niet gefinisht |
| Josef Seger    | tienkamp (m) | DNF       | niet gefinisht |

Afghanistan · Argentinië · Australië · België · Bermuda · Birma · Brazilië · Brits-Guiana · Canada · Ceylon · Chili · Colombia · Cuba · Denemarken · Egypte · Filipijnen · Finland · Frankrijk · Griekenland · Groot-Brittannië · Hongarije · Ierland · IJsland · India · Irak · Iran · Italië · Jamaica · Joegoslavië · Libanon · Liechtenstein · Luxemburg · Malta · Mexico · Monaco · Nederland · Nieuw-Zeeland · Noorwegen · Oostenrijk · Pakistan · Panama · Peru · Polen · Portugal · Puerto Rico · Republiek China · Singapore · Spanje · Syrië · Trinidad en Tobago · Tsjecho-Slowakije · Turkije · Uruguay · Venezuela · Verenigde Staten · Zuid-Afrika · Zuid-Korea · Zweden · Zwitserland